# Кавасэ, Наоми
Наоми Кавасэ (яп. 河瀨 直美 Кавасэ Наоми, род. 30 мая 1969, Нара) — японская киносценаристка и режиссёр.

## Биография
Родители разошлись, когда Наоми была ребёнком. Воспитывалась бабушкой. Окончила Школу фотографии в Осаке (1989). Живёт в Наре, участвует в общественной и культурной жизни этого старинного города.

## Творчество
Снимает как документальное, так и игровое кино, внося и в то, и в другое сильнейшие автобиографические элементы, включая прямые съёмки смерти воспитавшей её бабушки, собственных родов и др. При этом её фильмы совершенно лишены пафоса в европейском смысле слова: это всегда минималистское, предельно тихое кино.
Документальные фильмы о режиссёре сняли Венсан Дьётр (2004) и Летисия Миклес (2008)

## Фильмография
- 2020: Настоящие матери (Официальная программа Канского МКФ)
- 2017: Сияние
- 2015: Ан
- 2014: Недвижная водная гладь
- 2012: Чувство дома
- 2011: Красный цветок Луны (номинация на Золотую пальмовую ветвь Каннского МКФ)
- 2010: Гэмпин
- 2009: Гости
- 2008: Нанаё
- 2007: Лес скорби (номинация на Золотую пальмовую ветвь Каннского МКФ, главная премия Каннского МКФ)
- 2006: Рождение и материнство
- 2003: Шара (номинация на Золотую пальмовую ветвь Каннского МКФ)
- 2001: Небо, ветер, огонь, вода, земля
- 2000: Светлячок (премия ФИПРЕССИ Локарнского МКФ)
- 1997: Судзаку (Золотая камера Каннского МКФ, номинация на Золотого тигра Роттердамского МКФ, премия ФИПРЕССИ Роттердамского МКФ)
- 1996: Солнце на горизонте
- 1995: Увидев небо
- 1994: Улитка
- 1992: Объятия

## Наоми Кавасэ в России
10—15 июля 2011 года в Санкт-Петербурге в рамках II Санкт-Петербургского Международного кинофорума была представлена ретроспектива фильмов Наоми Кавасэ.